# Agrias exbiedermanni
Agrias exbiedermanni är en fjärilsart som beskrevs av Peter William Michael 1929. Agrias exbiedermanni ingår i släktet Agrias och familjen praktfjärilar. Inga underarter finns listade i Catalogue of Life.